# NGC 2131
NGC 2131 је галаксија у сазвежђу Зец која се налази на NGC листи објеката дубоког неба.
Деклинација објекта је - 26° 39' 11" а ректасцензија 5h 58m 47,2s. Привидна величина (магнитуда) објекта NGC 2131 износи 14,0 а фотографска магнитуда 14,6. NGC 2131 је још познат и под ознакама ESO 488-50, PGC 18172.